# Erici
Erici är en svensk släkt som har sitt ursprung i adliga ätten von Wulfrath eller Wolffradt, Torstorps säteri i Varbergs kommun, Halland, och vars rötter kan spåras till 1500-talet i hertigdömet Berg, utanför Köln.
Otto von Wolffradt (1843–1918) var den siste ägaren ur familjen av Torstorps säteri, som såldes efter konkurs i slutet på 1800-talet. Han hade i sitt första äktenskap tre barn, två söner och en dotter, ingen av dessa fick barn. I en därpå följande trolovning med Maria Rylander, dotter till godsägare och kronolänsman Edward Rylander, föddes en son, Harald Edward (1880–1953), som tog sig namnet Erici. Harald, präst och kyrkoherde i Malmö, fick i sitt äktenskap med Berta Maria Cedergren, dotter till patron Albert Cedergren, sex barn varav fem överlevde till vuxen ålder och två fick egna barn. Harald Edward präglade starkt sin omgivning genom sina predikningar och tydliga tro på medmänsklighet. Han var orädd och kunde uttrycka sina ibland för etablissemanget obekväma åsikter, han var t.ex. ett starkt stöd till Amaltheamannen Anton Nilsson. Innan Harald kom till Malmö verkade han i Ystad och har där fått ett kvarter och en skola, Erici förskola, uppkallad efter sig.
Harald och Berta Ericis sex barn var Bernt (1913–2004), byråchef, RNO, Lennart (1915–1998), lärare, barnlös, Gunnar (1917–2011), inspektör, barnlös, Stig (1918–1918), Birgitta (1920–2003), författare, barnlös, och Ingemar (1923), legitimerad läkare.